# 浜黒崎村
浜黒崎村（はまくろさきむら）は、かつて富山県上新川郡にあった村である。

## 概要
1889年（明治22年）4月1日、町村制施行により、上新川郡浜黒崎村、高来村、針原横越村、平榎村、野田村、日方江村、日影村及び針木村の区域をもって、上新川郡浜黒崎村が発足する。1940年（昭和15年）9月1日に富山市に編入する上新川郡の村である。現在の浜黒崎小学校校区 (富山市浜黒崎、横越、平榎、高来、野田、日方江、針日及び古志町の区域) に相当する。村名は同村中最大の大字で村役場所在地である大字浜黒崎からとられている。
富山湾に面する北方の海岸には越中舞子とも称される古志の松原を擁しており、浜黒崎は観光によってもその名が知られていた。1921年（大正10年）には旅館「楽天閣」が開業し、1926年（大正15年）には海水浴客増加のため北陸本線上に浜黒崎仮停車場が設置され、1931年（昭和6年）には浜黒崎村軍人分会が海浜テント村を開いて今日の浜黒崎キャンプ場の基を築き、1963年（昭和38年）には富山ユースホステルが開設された。富山県の天然記念物に指定されている浜黒崎の松並木の内には親鸞の腰掛けたと伝えられる「親鸞上人腰掛けの松」や、慶長6年（1601年）加賀藩主前田利長が命じて植えた松が残っており、中には樹幹周囲6尺以上2丈に達するものもあって、白砂青松の海浜は日本の白砂青松100選の一つに選ばれており、また「富山市より立山あおぐ特等席」の一つとされている。
常願寺川上流にある火山の立山の影響で海岸に磁鉄鉱が多いために浜が黒くなって見えたことが浜黒崎という地名の由来であるという。西側には大広田村との境界である村川が流れ、大字日方江には轡田豊後守の大村城の出城と伝えられる日方江城の遺構や、上杉謙信が大村城攻略の際の陣地となすため築いたとされる「そうけ塚」が残る。旧村域の中央部にあたる古志町の造成は昭和40年代より始まった。その西方を流れる琵琶川は、源義経都落ちの折にその形状の琵琶に似ていることから都を思い出して感興に耽ったという古事より命名されている。東側の大字である横越、平榎は暴れ川である常願寺川に面し、たびたび水害を被った地でもあった。また横越には上杉謙信の先鋒を打破ったと伝えられる水窪氏の邸跡、平榎には1504年（永正元年）築城と伝える平榎城跡がある。

## 歴史
旧村域内の高来遺蹟、浜黒崎悪地遺蹟、浜黒崎飯田遺蹟、浜黒崎町畑遺蹟、横越遺蹟、野田・平榎遺蹟からは、考古学的調査によって縄文土器・石器、弥生土器、土師器、須恵器の出土が確認されており、弥生時代には水田耕作が行われていたものとされている。また野田遺蹟周辺からは翡翠の出土も報告されている。明治年間の常願寺川河流改修以前には旧村域に隣接していた水橋辻ヶ堂遺蹟からは、『延喜式』にいう北陸道水橋駅の遺構が発見されている。一方で、木倉豊信は上古の北陸道を「加賀深見駅（津幡附近）から礪波山を越え礪波関を過ぎ小矢部川の左岸を国府に入り、射水川（庄川、小矢部川合流の下流）を越えて大門附近を南下し、水戸田、黒河、呉羽を通り、神通川を越えて岩瀬に出で、浜手を沿うて魚津、三日市、泊を過ぎて越後へ出るといつたもの」としており、また水橋駅の隣駅であった磐瀬駅が「富山市岩瀬または西岩瀬に比定」されていることから、磐瀬水橋駅間の「浜手を沿う」北陸道は本村域内を通っていたものであった。新川郡西境の地たる神通川の磐瀬駅と、『枕草子』十七段に挙げられる常願寺川の「みづはしの渡」という2つの渡渉点の間を通るこの区間には、古くより越中国司大伴家持や、後述する如く親鸞、義経、また芭蕉の往来が伝えられ、中世、近世、近代に至るまで北陸の幹線の一部として機能していたことが知られるのである。

### 上代より近世
- 紀元前88年（崇神天皇10年）－ 大彦命が高志道を綏撫したとされる[21]。
- 大宝年間－ この頃、越国が越前、越中、越後の4国に分割された[21]。また、新川郡もこの頃までには成立していたといわれる[22]。なお、正史に窺い得る新川郡の初出は、『続日本後紀』839年（承和6年）12月8日条である[22][21]。
- 726年（神亀3年）－ 泉福寺開基の僧明仙が、数万の石を洗い清め、その面に法華経文を浄写し塚をなす[3]。
- 863年（貞観5年）－ 6月、越後、越中に大地震あり、家屋崩れて死者多数[21]。
- 927年（延長5年）－ 本年成立の『延喜式』に北陸道新川郡内の駅として「磐瀬」、「水橋」の文字がみえる[21]が、この水橋駅が水橋荒町・ 辻ヶ堂遺跡に比定されていることから[14]、磐瀬から水橋に至る北陸道は本村該当区域内を通っていた。また、越中国内の税率やその期限、運賃等が定められた[21]。
- 1187年（文治2年）－ 源義経が奥州落ちの折、当村域内を流れる川を眺めて、その形状の琵琶に似ていることから京を思い起して感興に耽り、以後これを琵琶川と呼称する[3][19]。また古志の松原に義経鎧掛けの松の伝説がある[23]。『義経記』曰く、「すこしも違はぬ風情とて、磐瀬のもりにつき給ふ。其日はこゝにとまり給ひけり。あくれば黒部のやどに、すこし休せ給ひて」[24]。
- 1207年（承元7年）－ 親鸞が当地の松（「親鸞上人腰掛けの松[25]」と呼称される）の下で暫時の休息をとったとの伝説がある[3]。
- 1308年（延慶元年）－ 清和天皇皇子の貞純親王の嫡流九代後胤多田良之基の次男多田良政道（埜崎家祖）が守邦親王より住吉三神の御墨付を賜りこれを奉斎する。これを基として越中に下向した埜崎家の手により、1571年（元亀2年）平榎に住吉社が創立された[3][26]。
- 1491年（延徳3年）－ 3月14日、冷泉為広がその『越後下向日記』において「ヨカタ里」より「イハセ渡」を経て「ヒカタイ」、「クロザキ」を過ぎ、「水ハシ」の渡船に乗船したとの記述がある[27]。
- 1504年（永正元年）－ 征夷大将軍足利義澄の命によって神保慶宗の支配下に入り、当地に於いて3万8千石を与えられた河内国枚方城主の埜崎政光の子政彌が、当村域内の平榎に築城する[3][28]。2015年（平成27年）12月27日の北日本新聞の報道[10]によると、富山市埋蔵文化センターの試掘調査によって、当城のものとみられる遺構が発見された。なお天正年間、当城は上杉謙信によって落城させられ、当時の城主たる政彌の嫡男政弘は戦死している[3]。
- 1517年（永正17年）－ 10月、朝廷に伊達稙宗が左京大夫に任ぜられ稙宗はその礼を述べるため頤神軒存奭を京に遣わしたが、その頤神軒存奭が水橋、磐瀬の各渡渉点で船賃として百文を支払ったことを記録しており、中世に於ける北陸道比定の有力なる史料とされている[15]。
- 天正年間、大村城の出城として日方江城が築城され、江上重左衛門が居城する[3]が、佐々成政によってこれを追われる[29]。『越中志徴』曰く、「故墟考に、在二長榎郷日方江村領一。平地也。湟塁の遺蹟僅に存す。三辺田畑所々田水多し。西に窪川流る。自二大村故城一二十町余。今は民の居地となる。邑伝に、江上重左衛門居せしが、天正中成政之を追ふと云へり。重左衛門。一作二萬十郎一。○寶永誌に、日方江村領内之内城跡有レ之候。昔江上萬十郎と申者致二居住一候由申伝候。○文政九年絵図方留記郡方答書に、日方江村館跡は村の西にて、畑並人々居屋敷に相成居申とあり」と[30]。『肯構泉達録』曰く、「日方江城 江上重左衛門住す」と[31]。
- 1578年（天正6年）－ 轡田豊後守の居城たる大村城を上杉景勝が攻略し、轡田豊後守が戦死する[29]。この時、謙信は大村城内の望見のため、当村域内の村民に「そうけ（筒箕）一杯の土砂を持ってきた者に銭三文を与える」と布告し、これによって一夜のうちに大丘が築かれた[3]。この丘は現在当村域内の日方江にある天神社の境内にあり、「そうけ塚」、「三文塚」などと呼ばれている[3][32]。
- 1583年（天正11年）－ 2月、寺島民部左衛門旧領の「ひかたへなかえの木一円」を、勲功による賞として大関親憲に与えるとの記述が、上杉景勝契約状（「於越中依勲功、寺島民部左衛門分令契約地之覚」）にみえる[22][33]。

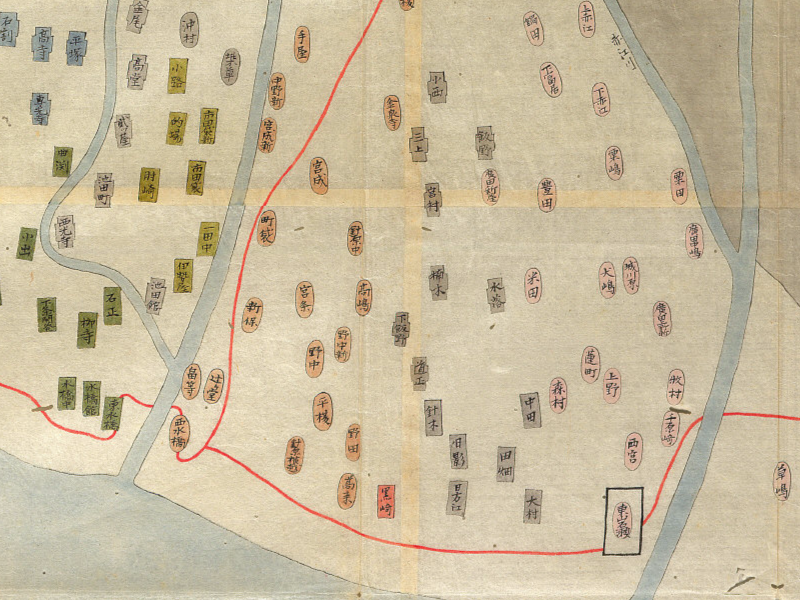
文化8年、牛首堂の写。新川郡内の各地名を郷庄によって色分けし分類したもので、富田景周の『三州地理志稿』の記述の如く、当村内においては日方江・針木・日影は長榎郷に、黒崎は高野郷に、針原横越・平榎・野田・高来は針原郷とされているのがわかる。北陸街道が西水橋町で富山方面の脇道と浜街道の本道に分岐している点にも注意されたい。富山県立図書館古絵図・貴重書ギャラリー（https://www.lib.pref.toyama.jp/gallery/collection/listsrch.aspx）より引用。

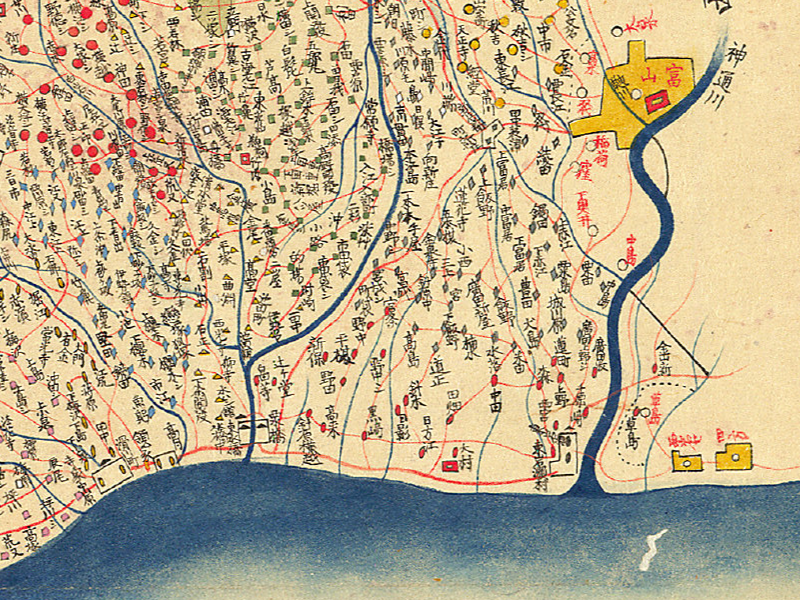
江戸末期の「新川郡組分絵図」。色分けによって旧上新川郡浜黒崎村地域においては東岩瀬町や大村などと共に広田組に属していたことがわかる。加賀藩領新川郡奉行所は東岩瀬町に置かれており、天保10年以来その管轄地域を16組に分って、十村にこれを支配させていたが、広田組管内の旧上新川郡浜黒崎村内においては宝田家がこれを務めていた（浜黒崎郷土史編纂委員会、『浜黒崎の近現代』、平成12年9月）。図は富山県立図書館古地図・貴重書ギャラリー（https://www.lib.pref.toyama.jp/gallery/collection/listsrch.aspx）より引用。

- 1601年（慶長6年）－ 浜街道に松並木が植樹される[34]。『加賀藩史料』及び『越中史料』にもこの記述があり、『加賀藩史料』は『應事通載』の「慶長六年往還並松為御植樹被為成候」を、『越中史料』は『加賀藩民事志』の「慶長六年令シテ松ヲ往還ニ栽ヱシム、往還トハ官道ヲ曰フ」を引用している[35][36]。元来、常願寺川の渡渉点であった西水橋町辻ヶ堂はそれまで海岸沿いを伝ってきた北陸街道が、富山の町へ向う脇道と辻ヶ堂から海岸を沿って氷見まで通ずる「浜街道」の分岐点であって[34]、浜黒崎の松並木はこの浜街道沿いに植樹されたものであった。土屋義休が1714年（正徳4年）に著した『加越能大路水経』によると、東岩瀬駅が「寛文二年新宿被仰付候」として新たに駅宿に指定されているが[37]、これは1660年（万治3年）に富山藩が富山の町を加賀藩より譲受したことによって新たに富山を経由しない街道を整備するため行われたものでもあったといわれる[22]。坂井誠一は往時の北陸街道について「北陸街道の主道はこのように富山をはずれていた。これは富山を通ることは距離的に廻り道になるのみならず、富山藩領を避けようとの意図にもよるものと思われるのである。然し、富山を通る別道も勿論開かれていた。その一つは今石動より戸出、中田、水戸田を通り安養坊を越えて富山に出るものであり、他の一つは小杉より戸波、安養坊を経て富山に出るものである。富山を通る時は新庄を経て西水橋に至り本道に合流するのである」と述べている[38]。松並木植樹の理由は参勤交代の折に積雪時の目印となすため、また街道の美観を慮ってのことであるといわれる[3]。
- 1604年（慶長9年）－ 2月、徳川秀忠が北陸道の諸道に里堠を築かせる[36]。当村域内においては現富山学園前に一里塚を築き、また榎を堠樹として植えた[3]。
- 1623年（元和9年）－ 横越に慶善が西蓮寺創建[22]。『加越能寺社由来』所収の「三州寺号帳」には「元和九慶善 同郡（引用者註：新川郡）針原横越村同断 西蓮寺」とあり、また「貞享二年寺社由緒書上」にも「当寺開闢者、元和年ニ慶善と申僧建立ニ而」とある[39]。
- 1639年（寛永16年）－ 6月、前田利常が致仕を許され、加賀藩領を前田利光に加賀藩80万石、前田利次に富山藩10万石、前田利治に大聖寺藩7万石と分かつ[40]。富山藩の該当区域は越中国のうち婦負郡及び新川郡浦山地方であったため[41]、当村域内は全域が加賀藩領であった。
- 1644年（正保元年）－ 空善が泉福寺を再興[22]。『加越能寺社由来』所収の「貞享二年寺社由緒書上」には「当寺開闢者、旧記等無御座候故、年号并由来知レ不申候。中興正保元年九月十八日ニ寺再興仕拙僧入寺仕候」との証言が残る[39]。
- 1646年（正保3年）－正保郷帳に日方江村、黒崎村、横越村、平榎村の記載あり[22]。
- 1674年（延宝2年）－ 横越村を針原横越村に改称[34]。
- 1696年（元禄9年）- 江間氏親の『行嚢抄』の東岩瀬西水橋間の記述に次の如くある、曰く「日方江村 路ノ右ニアリ 枇杷川 小川也 黒崎村 路ノ右ニアリ 今川 小川也」と[42]。
- 1703年（正徳3年）－ 白山社に「大江山酒呑童子」奉納される[3]。当村内最古の現存絵馬である。順に1802年（享和2年）の「那須与一扇の的図」、1815年（文化12年）の「徳川工作場釿始之図」が当村内の古い絵馬であるが、これらは何れも常磐神社に奉納されている[3]。同社は浜黒崎村の産土神にして、『加越能寺社由来』所収の「貞享二年寺社由緒書上」には「草創年号不レ知。昔細川越中殿建立之由申伝候得共、乱世之比縁起寺焼失、委曲之義不レ知」とされており[39]、神職は若宮氏が務めている[30][43]。末社に地主、神明、貴船、諏訪、八幡、悪王子、春日の七社があったが[30]、後述の如く凡て合祀され社号も常磐神社と改称された。この貴船神社については『越中国式内等旧社記』に「針原郷横越村鎮座、往古山城貴船社領新保庄内也、故勧請云」とある[44]。同書においてはまた、「同庄内黒崎村鎮座、今称ニ白山明神一」とあり[44]、往古、白山社が天神社と称していたことは、『越中国神社由来』の「黒崎村天神社 一当社天神、開闢年号知不レ申候、古ハ細川越中殿御建立之由申伝候得共、乱世之節何茂焼失仕、縁起等無ニ御座一ニ付、知不レ申候」及び『三州地理志稿』の「天神祠 在針原郷黒崎村細川越中営」の記述からもわかる[45][44]。
- 1720年（享保5年）－ 寶蔵寺が浜黒崎に移転[3]。
- 1780年（文化6年）－ 日方江に了照寺開基[3]。寶蔵寺の住職慈賢が親鸞の御影を質入れし86貫を以て村民の困窮を救う[3]。
- 1784年（天明4年）－ 寶蔵寺の住職慈全が梵鐘を質入れし銭90貫を以て村民の困窮を救う[3]。
- 1794年（寛政6年）－ 9月、横越に稲荷社奉鎮[3][26]。当社北の竹藪は当時加賀藩の矢箆竹の産地であったという[3]。『越中志徴』に曰く、「文政社号帳に、針原横越村鎮座産土神は稲荷社にて、別社四社あり」と[30]。
- 1798年（寛政10年）－ 5月、白山社の社殿が再建される[3]。この年成立の富田景周『越登賀三州志』に「長榎六村」とあるが[46]、吉田東伍の『大日本地名辞書』はその記述に則り、この長榎郷に浜黒崎が属していたものとしている[47]。だが、富田景周は1815年（文化12年）の『三州地理志稿』に於いては「長榎郷、在郡西、統大村、東至飯野郷、西至大海、南至広田郷、北至針原郷」として、その長榎郷に属する地名に当村域内からは日影、針木、日方江を挙げ、黒崎（浜黒崎の古称）は高野郷、平榎、野田、針原横越、高来は針原郷に属するものとしており[48]、吉田東伍の見解とは一致しない。長榎というのはもと東岩瀬町の地名である大村の古称であったが、後世に至って針木や日方江など4ヶ村がこれより村立てされる際に、その親村という意味で「大村」と名付けたのだという[34]（『越中志徴』曰く、「長榎の本郷は、今此郷内なる大村てふ村落その本郷にて、昔は長榎村と呼べり。此村より日方江村・針木村・田畑村・中田村の四村を建たり。故に長榎村は親村の由にて、大村と称すと」[30]）。長榎の地名は先にも述べたる如く、1583年（天正11年）の上杉景勝契約状にも見えている[22]。
- 1803年（享保3年）－ 8月、伊能忠敬が浜街道（現在の富山県道1号線）を伝い、日方江、浜黒崎、横越の海岸測量を行う[3][22]。
- 天保年間－ 高来に高畠社創建[34]。田地掠奪の企図から村を救った改作奉行高畠猪太郎の徳を讃えたものという[34]。
- 1838年（天保9年）－ 前田斉広の正妻鷹司隆子（眞龍院）の『眞龍公自東都至金城の御紀行』中水橋岩瀬間に「高麗野といふに、千種の花咲きみだれたるを、こま野なる野辺は錦にいく千種 織重ねにし花の百艸」との記述がある[27]。
- 1839年（天保10年）- 富山藩領黒崎村との区別のため、当村を正式に浜黒崎村に改称[22]。
- 1842年（天保13年）－ 9月、野田に神明社創建[3][26]。
- 1844年（天保15年）－ 3月、高来に高来社創立[3][26]。同社はもと西水橋町荒町所在の高麗神社の分社であって[49]、上古この地に高麗人が住んでいた[16]ことに由来するといわれる。『越中志徴』曰く、「或云、此村は高麗の略字にて、上代此地に高麗人を置かれしにやと。按ふに、続日本紀に、霊亀二年五月辛卯、以二駿河。相模。甲斐。上総。下総。常陸。下野七國高麗人千七百九十九人一。遷二于武蔵国一。始置二高麗郡一焉。とありて、和名抄に、武蔵国高麗郡に即ち高麗といへる郷名あり。甲斐名勝志に、甲斐国巨麻郡巨麻郷あり。風土記に、或高麗とあり。此地は霊亀二年に武蔵国へ遷されし高麗人の居たる地なるべしといへり」と[30]。

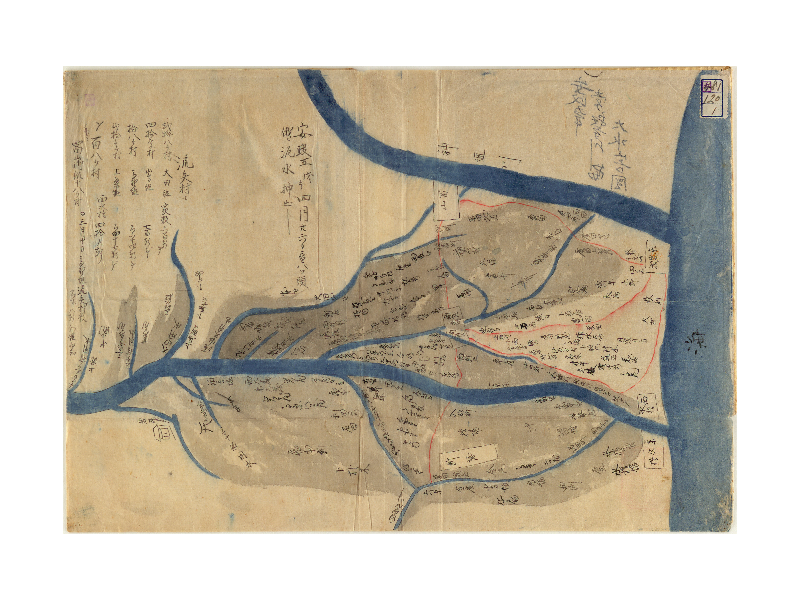
安政5年の飛越地震による水害を受けた常願寺川流域一帯を図示したもの。土砂が平野から河口附近にまで及んでいることがわかる。富山県立図書館古地図・貴重書ギャラリー（https://www.lib.pref.toyama.jp/gallery/collection/listsrch.aspx）より引用。

- 1858年（安政5年）－ 2月、飛越地震発生、鳶山崩れによって常願寺川河流一帯に大被害、死者140人、負傷者8945人、流出家屋1603戸[50]。これによって常願寺川は氾濫頻発の暴れ川となり[50]、本村もこの水害に度々悩まされるようになる。横越の稲荷社境内の小祠は、この地震によって霊峰立山より流れた石を祀るものである。当村域内に於いては地震によって全潰家屋が浜黒崎に於いて3戸、日方江に於いて1戸、日影に於いて1戸あり、半潰家屋は浜黒崎に於いて11戸、針原横越に於いて2戸、日方江に於いて5戸、日影に於いて2戸、針木に於いて2戸の被害があり、広田組内の罹災者は島組、高野組、上条組、下条組、西加積組、中加積組と共に全壊家屋一戸につき3斗5升、半壊家屋一戸につき1斗7升5合の貸米を受けた[51]。
- 1859年（安政6年）－ 4月、天然痘の流行によって当村内に罹患者75人、死者12人[51]。
- 慶応年間、日方江に天神社創建[3]。

### 近代

#### 金沢藩時代
- 1869年（明治2年）－ 6月17日公布の太政官布告第543号及び544号によって版籍奉還が行われ加賀藩は金沢藩となり、前田慶寧は金沢藩知事に、前田利同は富山藩知事にそれぞれ任命された[52][53]。これによって当村域内は金沢藩領となった。

#### 金沢県及び新川県時代
- 1871年（明治4年）－ 7月14日公布の太政官布告第350号廃藩置県ノ詔書、太政官布告第353号及び太政官布告第354号により廃藩置県が行われ[54]、越中国においては旧富山藩内を富山県とし、旧金沢藩内の礪波郡、射水郡、神通川流域一帯を除く新川郡を金沢県として[41]、本村該当区域内は金沢県下となる。同年11月20日、同日公布の太政官布告第608号の「今般北陸道並飛驒信濃甲斐国ニテ従来ノ諸県ヲ廃シ更ニ左ノ県々被置候事」によって、越中国の新川郡、射水郡、礪波郡、婦負郡を合せて新川県を設置[54]。これによって本村該当区域は新川県下となる。
- 1872年（明治5年）－ 1月、1871年（明治4年）公布の太政官布告第170号戸籍法にいう区に基づき[54]、新川県は十村の区画を受継いで単一区制を施行[55]。同年6月には単一区制を大区小区制に改組して21大区93小区を設置した[55]が、この時浜黒崎村該当区域は第7大区小3区に属した[3]。
- 1873年（明治6年）－ 6月、1872年（明治5年）8月2日公布の太政官布告第42号学制[56]及び1873年（明治6年）4月8日公布の文部省令第42号[57]に基づき、第6大区第10番中学区第32番小学校として浜黒崎小学校設立[3]。
- 1874年（明治7年）－ 2月、再び大区小区制が改正され、県下を25大区に分かつ[58]。

#### 石川県時代
- 1876年（明治9年）－ 4月18日公布の太政官布告第53号の「新川県ヲ廃シ石川県ヘ合併」により[59]、新川県内は全域が石川県へ合併され、浜黒崎村該当区域は石川県下となる。6月、石川県は大区小区を改正して、浜黒崎村該当区域は第二大区小七区所属となる[3]。
- 1877年（明治10年）－ 2月、西南戦争勃発。現富山県内の出征兵士においては戦死者36人[58]、当村域内からは2名が官軍兵士として出征する[3]。

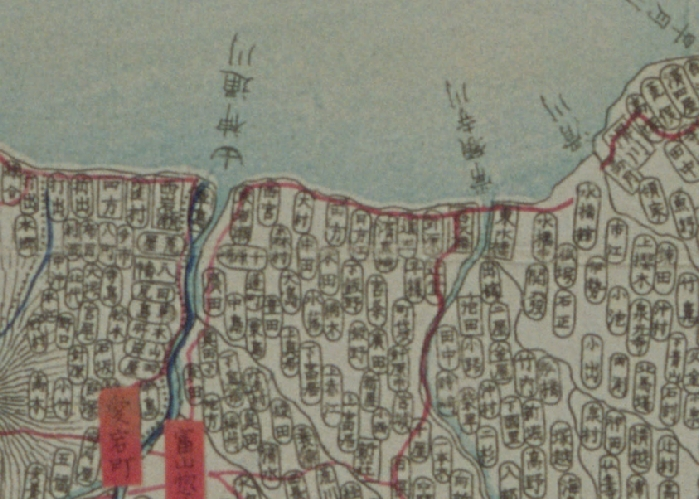
明治13年出版の「大日本分国輿地全図」（宮脇通赫作）より旧上新川郡浜黒崎村地域。石川県内における明治11年7月22日公布の太政官布告第17号郡区町村編制法施行により、大区小区制が廃止され町村が復活した時期の図。国立公文書館デジタルアーカイブ（http://www.digital.archives.go.jp/gallery/view/detail/detailArchives/0000002945）より引用。

- 1878年（明治11年）－ 9月、村社たる白山社に地主社、神明社、春日社、諏訪社、高畠社を合祀し、境内の老松樹の名によって常磐神社と号する[26]。11月、高来社の社殿を再建[3]。12月、石川県内における7月22日公布の太政官布告第17号郡区町村編制法施行により[60]、大区小区制は廃止され、郡及び町村が復活する。石川県内の現富山県域内には礪波、射水、婦負、上新川、下新川の郡役所を設置し[41][58]、浜黒崎村内は上新川郡所属となる[3]。
- 1879年（明治12年）－ 1月、大区小区制廃止に伴う1878年（明治11年）太政官布告第17号郡区町村編制法にいう戸長制導入に基づき[60]、浜黒崎村、針原横越村、平榎村、辻ヶ堂村、野中村、野田村、高来村、日影村、針木村、下飯野村、楠木村、道正村、針原中村、町袋村、三上村、畠等村、宮成村、宮条村、小西村、一本木村、高島村、宮村、宮成新村、中屋村、新保村、野中新村、中野新村の28箇所の戸長役場を浜黒崎に置き、日方江村は大村戸長所属となる[3]。

#### 富山県上新川郡時代
- 1883年（明治16年）－ 5月9日公布の太政官布告第15号の「今般富山佐賀宮崎三縣ヲ置ク」によって[61][58]、浜黒崎村該当区域は富山県下となる。
- 1884年（明治17年）－7月、富山県布達甲第75号により、戸長役場を針原中村に移転[3][58]。内務省地理局の『地方行政区画便覧』には針原中村戸帳役場管轄地域に針原中村、金泉寺村、五本楓村、下飯野村、浜黒崎村、宮条村、宮成新村、中野新村、新保村、平榎村、針原横越村、道正村、一本木村、辻ヶ堂村、野中村、野田村、小西村、三上村、宮村、高島村、野中新村、高来村、針木村、日影村、町袋村、畠等村を掲げ、日方江村は大村戸長役場管轄地域となっている[62]。
- 1887年（明治20年）－ 6月、富山県達第539号の「本県々道左ノ通仮定ス」によって「従上新川郡水橋町経仝郡東岩瀬射水郡伏木港至射水郡氷見町」の所謂浜街道が指定された[63]。
- 1889年（明治22年）－ 4月1日、町村制の施行により、富山県県令第46号により、上新川郡浜黒崎村、高来村、針原横越村、平榎村、野田村、日方江村、日影村及び針木村の区域をもって、上新川郡浜黒崎村が発足する。村役場を大字浜黒崎933番地の邸宅に置く[3][58]。同年、内務大臣伯爵松方正義より「明治二十二年五月二十四日稟請富山県上新川郡浜黒崎村条例第一号村長ヲ有給トスノ件」が許可され、8月22日初代村長宝田繁喜が任命された[3]。
- 1890年（明治23年）－ 初代村長宝田繁喜が3月に死去したことに伴い、同年7月、江上清右衛門が第二代村長となる[3]。
- 1891年（明治24年）－ 7月、常願寺川の氾濫によって当村も大被害を受ける[3]。県内のべ家屋30戸流出、7596戸浸水、死者16人、田地1476町流失[58]。ここに於て明治天皇は内務省雇工師ヨハニス・デ・レーケを招聘して、河川改修の業を企てられ、12月より工費総計105万円を以て着工する[58][64]。

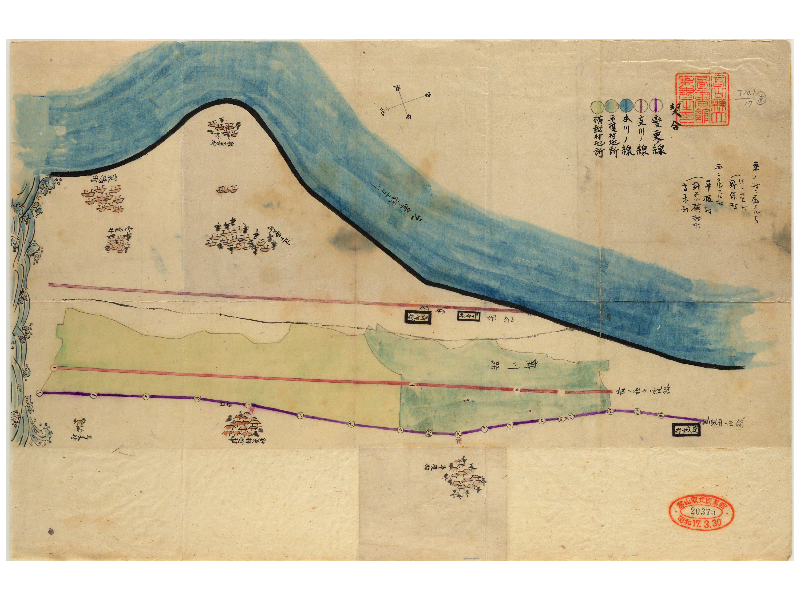
明治26年の常願寺川河口改修に伴う新河流によって東西に分断せらるべき地名が記されており、旧上新川郡浜黒崎村の平榎、針原横越、高来がその西に属していることがわかる。富山県立図書館古地図・貴重書ギャラリー（https://www.lib.pref.toyama.jp/gallery/collection/listsrch.aspx）より引用。

- 1893年（明治26年）－1月、第三代村長として長井清吉が就任[3]。新庄警察署岩瀬分署浜黒崎駐在所設置。1926年（大正15年）東岩瀬警察署浜黒崎駐在所となり、また1948年（昭和23年）富山市岩瀬警察署浜黒崎巡査駐在所となって、1968年（昭和43年）富山北警察署浜黒崎警察官駐在所となり現在に至る[3]。2月、浜黒崎村平榎・西水橋町辻ケ堂間の常願寺橋梁完成[58]。3月、常盤橋以北の常願寺川下流改修、一帯の築堤、及び河口における現白岩川との分離工事が完了[64][50]。この時、上新川郡浜黒崎村内においては横越及び平榎域内の田圃が買上げられ、当該田地は常願寺川の川底に沈み、また西水橋町辻ヶ堂、新保、町村地域と分断された[3]。村役場は大字浜黒崎832番地の邸宅内に新築く[3]。
- 1894年（明治27年）－ 7月、日清戦争勃発。8月、第3師団に召集令下る[58]。当村内からは9名が陸軍兵士として出征した[3]。
- 1895年（明治28年）－ 浜黒崎村消防組結成[3]。1936年（昭和14年）浜黒崎村警防団に名称を変更する。翌年の富山市編入により富山第二警防団第四分団に属し、1948年（昭和23年）岩瀬消防団第四分団に名称を変更して、1960年（昭和35年）には富山市第二消防団第四分団に所属。後1995年（平成7年）富山市消防団北部方面団浜黒崎分団となり、現在に至る[3]。
- 1896年（明治29年）－ 10月、「浜黒崎村有給村長条例廃止ノ」件を申請。1897年（明治30年）内務大臣より認可され同年2月11日廃止、それまで第三代村長を有給村長として満期の任期4年を務めた長井清吉が同年2月24日、改めて浜黒崎村名誉村長に選ばれたが、彼はその後も満期と再選とを繰り返し八期も村長を務めた。その功績を讃えた石碑が1919年（大正8年）に「長井清吉翁頌徳碑」として建立された。彼は1923年（大正12年）5月に死去し、村民は村葬をもってその功に報いた[3]。
- 1889年（明治32年）－ 村役場が大字浜黒崎3313番地へ移る[3]。
- 1904年（明治37年）－ 2月、日露戦争勃発。5月、第九師団に動員の令下り、6月、歩兵第35聯隊も出征する[58]。当村内からは47名が出征し、戦死者11名、戦傷者は8名であった[3]。
- 1905年（明治38年）－ 1月、稲荷社の社殿を再建[26]。
- 1906年（明治39年）－ 12月、鉄道作業局より富山線敷設のため「富山県上新川郡長岡村ヨリ同県上新川郡浜黒崎村」に対する土地収用法適用を内閣に申請、西園寺公望内閣総理大臣はこれを認可する[65]。
- 1907年（明治40年）－ 1906年（明治39年）の勅令第96号の「府県ハ府県社、郡社又ハ市ハ郷社、市又ハ町村ハ村社ノ神饌幣帛ヲ供進スルコトヲ得」[66]によって、常磐神社が幣帛料供進県指定村社となる[3]。12月27日、諏訪社をはじめとする三社を稲荷社に合祀する[3]。その諏訪社所在の針原横越村には、嘗て諏訪塚と称する塚があり、『三州地理志稿』に「諏訪塚 在針原郷横越村領、高二丈許、延十四間、袤八間許（宝永上記云、昔時米船為風所漂蕩、著于茲、即築塚、不知何故」という[45]。
- 1908年（明治41年）－ 2月、郵便局開設[34]。『官報』7374号所収の逓信省告示第69号に「来二月一日ヨリ左記三等郵便局ヲ設置ス」として、浜黒崎郵便局が掲げられている[67]。3月、住吉神社に諏訪社を合祀[3]。4月、稲荷神社の社殿を新築[3][26]。5月、浜黒崎村から東岩瀬町までの海岸地帯の古志の松原を保安林に編入[3]。11月、逓信省告示第1045号による富直線の富山魚津間開業に伴い[68]、当村内に当該路線竣工。12月、浜黒崎産業組合が浜黒崎に設置される[3]。

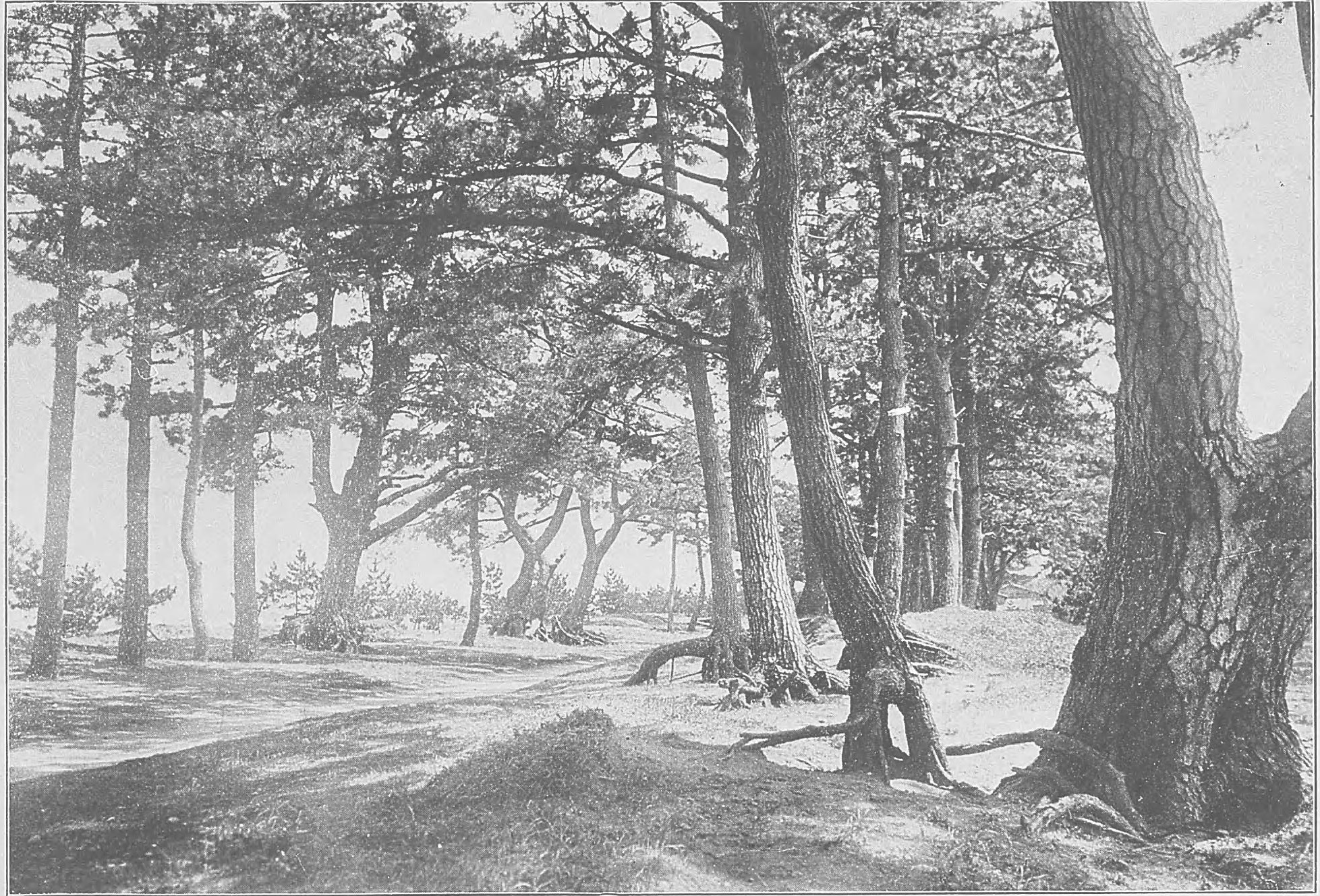
明治42年当時の古志の松原。『富山県写真帖』（明治42年9月、富山県）より引用。

- 1909年（明治42年）－ 8月、常磐神社の社殿を新築する[26]。10月、嘉仁親王（大正天皇）の行幸あり、浜黒崎村内を往復あらせられた[69]。
- 1910年（明治43年）－ 9月、天神社に神明社、熊野社を合祀[3][26]。
- 1911年（明治44年）－ 3月、常磐神社に悪王寺社を合祀[26]。8月、天神社新築[3]。
- 1914年（大正3年）－ 8月、県内大洪水。死者194人、負傷者33人、家屋884戸流出[3]。北陸本線常願寺川橋梁上を走行中の8月13日上野発富山行列車が立往生し、東岩瀬駅より応援列車を派遣するも転覆、重傷者1名[70]。同月、対独宣戦。本村内からは1名が出征する[3]。
- 1916年（大正5年）－ 1911年（明治44年）12月に浜黒崎村長長井清吉等が県に陳情し[71]、1914年（大正3年）県議会に於いて可決されていた常願寺川下流に於ける架橋が完了[3]。今川橋と名付ける。
- 1919年（大正8年）－ 11月、寶蔵寺に馬場はるの寄贈によって経堂を新築[3]。
- 1920年（大正9年）－ 了照寺改築[3]。松本清吉が第四代村長に就任[3]。4月、富山県告示第122号の「道路法ニ依リ本県内府県道ノ路線ヲ左ノ通認定ス」によって、「西水橋、東岩瀬線」（上新川郡浜黒崎経由）が指定される[72]。
- 1921年（大正10年）－ 海水浴場楽天閣開業[34]。同年8月、三好学博士が史蹟名勝天然紀念物調査会委員として古志の松原を視察[3]。なお、当該調査会の報告書たる『史蹟名勝天然紀念物調査報告第三十五号』は「樹幹ノ長大ナルモノ少カラズ幹囲五尺ヨリ一丈九尺ニ達スルモノアリ（中略）現ニ保護林ト為レリ風致上ヨリ保存スルヲ要ス」として、天然紀念物に指定するに相応と認めている[73]。
- 1922年（大正11年）－ 泉福寺が現在地に移転。7月、日本製薬株式会社設置[34]、資本金2万円を以て泉福寺を借用し開業される[3]。同月、湯川谷方面に於いて河流崩壊して土砂により堤防決潰、常西用水路は壊滅する[50]。上新川郡浜黒崎村に於いては平榎附近に於ける堤防決潰、横越排水路の麻痺等の被害を受けた[3]。
- 1923年（大正12年）－ 先年7月の水害によって麻痺していた横越用水路が、半田又兵衛によって復元される[3]。4月、富山県告示第140号の「府県道路線左ノ通大正十二年四月一日認定セリ」によって、「浜黒崎、新庄線」が指定される[72]。
- 1924年（大正13年）－ 11月、第四代村長松本清吉の任期満了により、第五代村長として吉田久三が就任[3]。
- 1926年（大正15年）－ 7月、浜黒崎海水浴場が人気を集めていたため、かねて金澤運輸局に出願していた北陸本線の臨時停車場設置が認可され、浜黒崎仮停車場を開設[3]。『官報』所収の鉄道省告示第106号に「北陸本線東岩瀬水橋間ニ左ノ停車場ヲ設置シ毎年必要ノ時期ニ限リ旅客、手荷物及旅客附随小荷物ノ取扱ヲ為ス」として、富山県上新川郡浜黒崎村大字悪地にこれを設置するという記述がある[74]。
- 1928年（昭和2年）－ 寶蔵寺の御堂を再建[3]。村役場が大字浜黒崎3310番地に移る[3]。
- 1929年（昭和3年）－ 6月、忠魂碑完成、東郷平八郎元帥の揮毫である[3]。

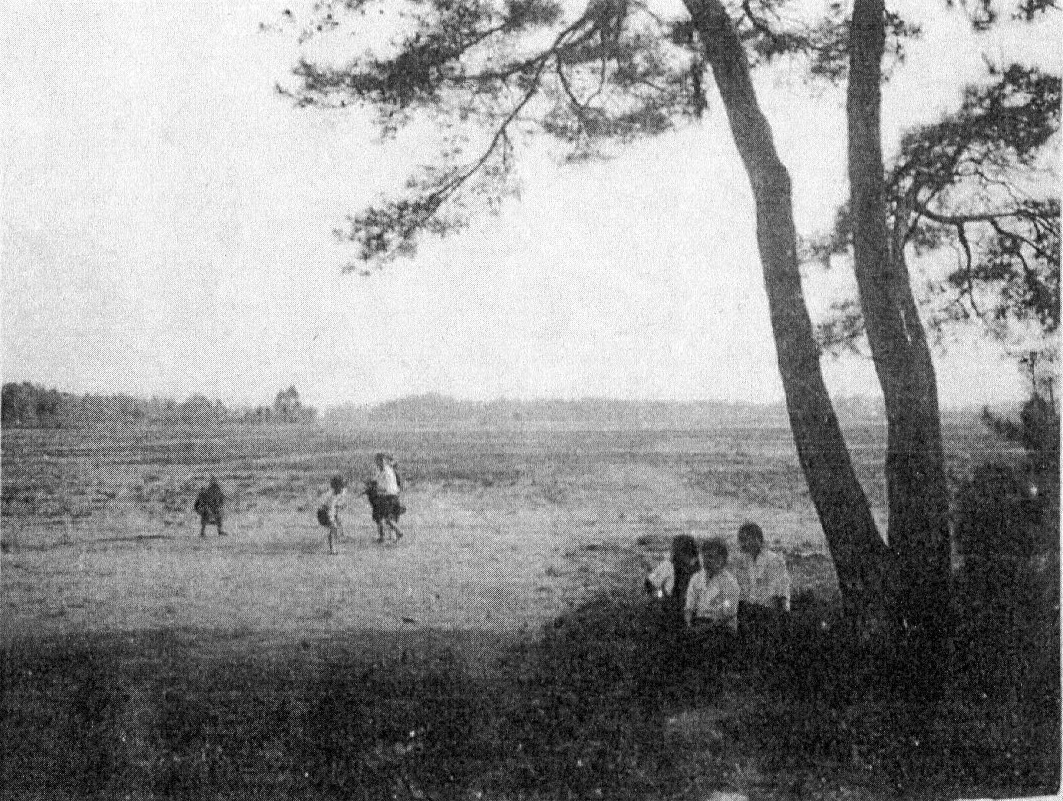
浜黒崎村競馬場

- 1930年（昭和5年）－ 7月、浜黒崎村大字高来に富山常設競馬場を設置[34]。
- 1931年（昭和6年）－ 7月、浜黒崎村軍人分会が海浜テント村を設置、現在の浜黒崎キャンプ場となる[3]。10月、神明社に日影の八幡社及び針木の諏訪社を合祀[3]。

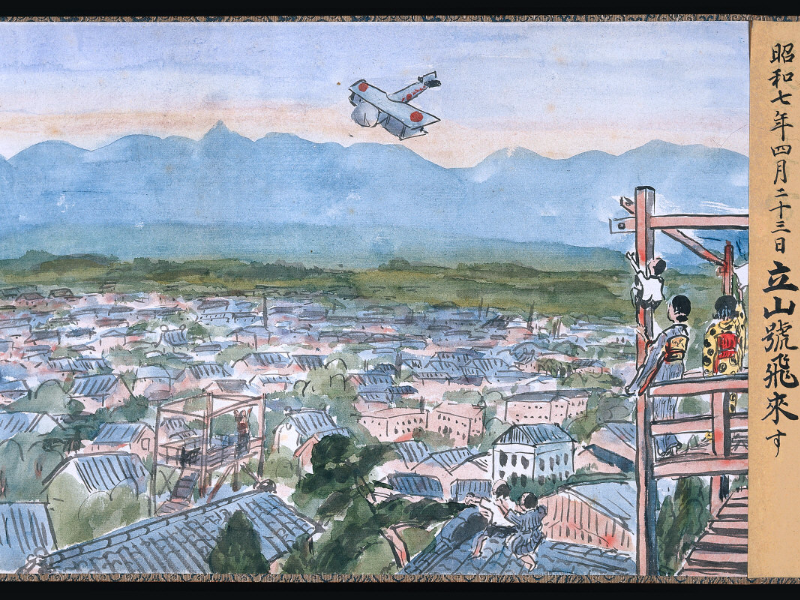
『富山市五十年史絵巻』中の立山号飛来図。浜黒崎村に於ける飛行場誘致運動の契機ともなった。富山県立図書館古地図・貴重書ギャラリー（https://www.lib.pref.toyama.jp/gallery/collection/listsrch.aspx）より引用。

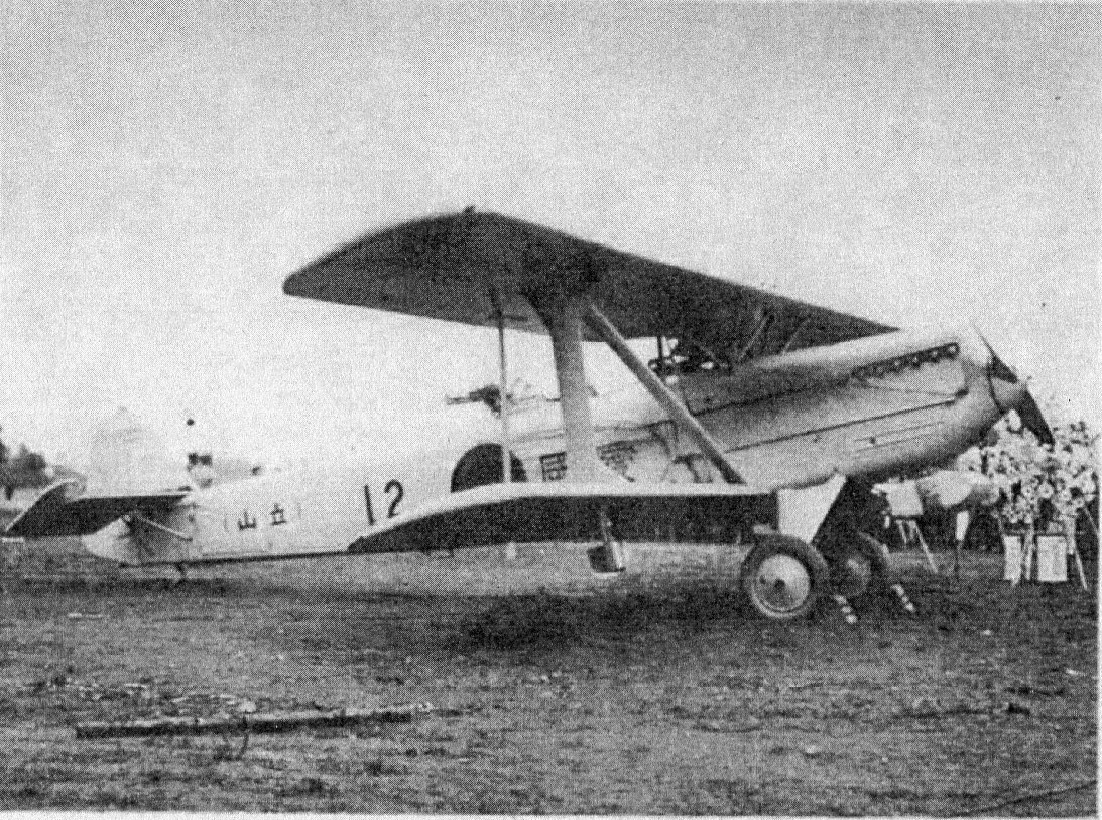
「今回満洲上海事変に際し、我が九千万県民の熱烈なる愛国の結昌（ﾏﾏ）として陸軍省に献納したる立山号の浜黒崎飛行場へ着陸せし雄姿。昭和七年四月」（村上陽一郎編、『富山県郷土の山水 呉羽山中心以東編』、1932年（昭和7年）7月、光洋社）

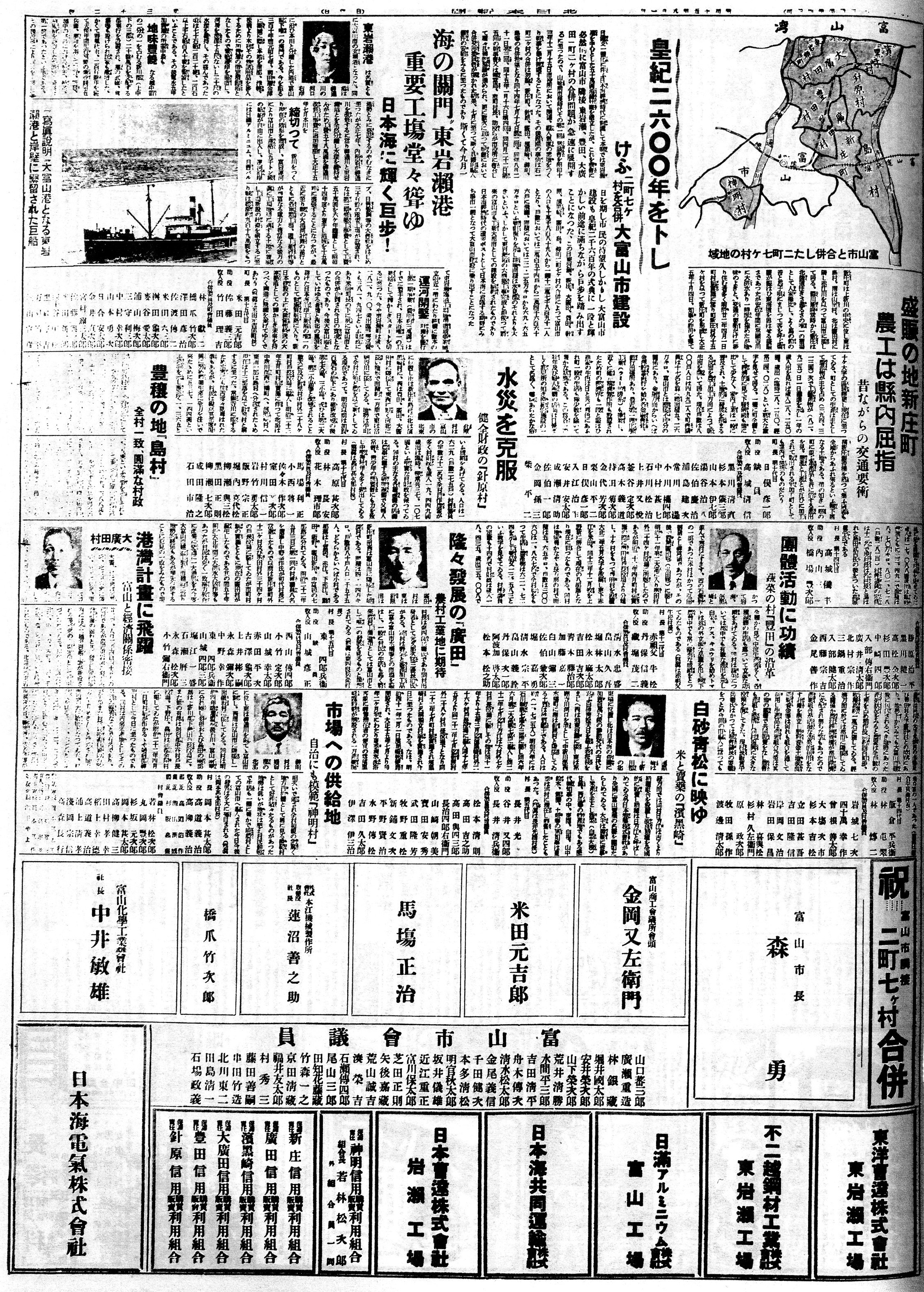
1940年（昭和15年）9月1日富山市大合併報道記事

- 1932年（昭和7年）－ 11月、第六代村長に長井光雄が就任[3]。1940年（昭和15年）の富山市編入までの2期8年間を務め、浜黒崎村最後の村長となる。4月、満洲事変以来の愛国的風潮の高揚により、県民の自主的募金によって製作された「立山号」が浜黒崎村に着陸[3]。これに伴い同年7月、南弘逓信大臣が飛行場候補地として浜黒崎競馬場の視察を行うが、同年11月誘致合戦の末[75]、飛行場建設地は婦負郡倉垣村に決定した[3]。
- 1933年（昭和8年）－ 5月、上新川郡奥田村より富山県立樹徳学園（現：富山県立富山学園）を現在地である浜黒崎村日影に移転[34]。11月、長崎乗合自動車による富山駅より浜黒崎に至るバス路線（綾田線）が開始[3]。12月、逓信省告示第2741号により浜黒崎郵便局に電話通話事務及び交換業務を開始[76]。
- 1934年（昭和9年）－ 帝国美術院長正木直彦が浜黒崎海岸一帯の松原を、「古志の松原」と命名し、同年11月紀念碑が建立される[77]。同年7月、豪雨による増水で今川橋流出[78]。

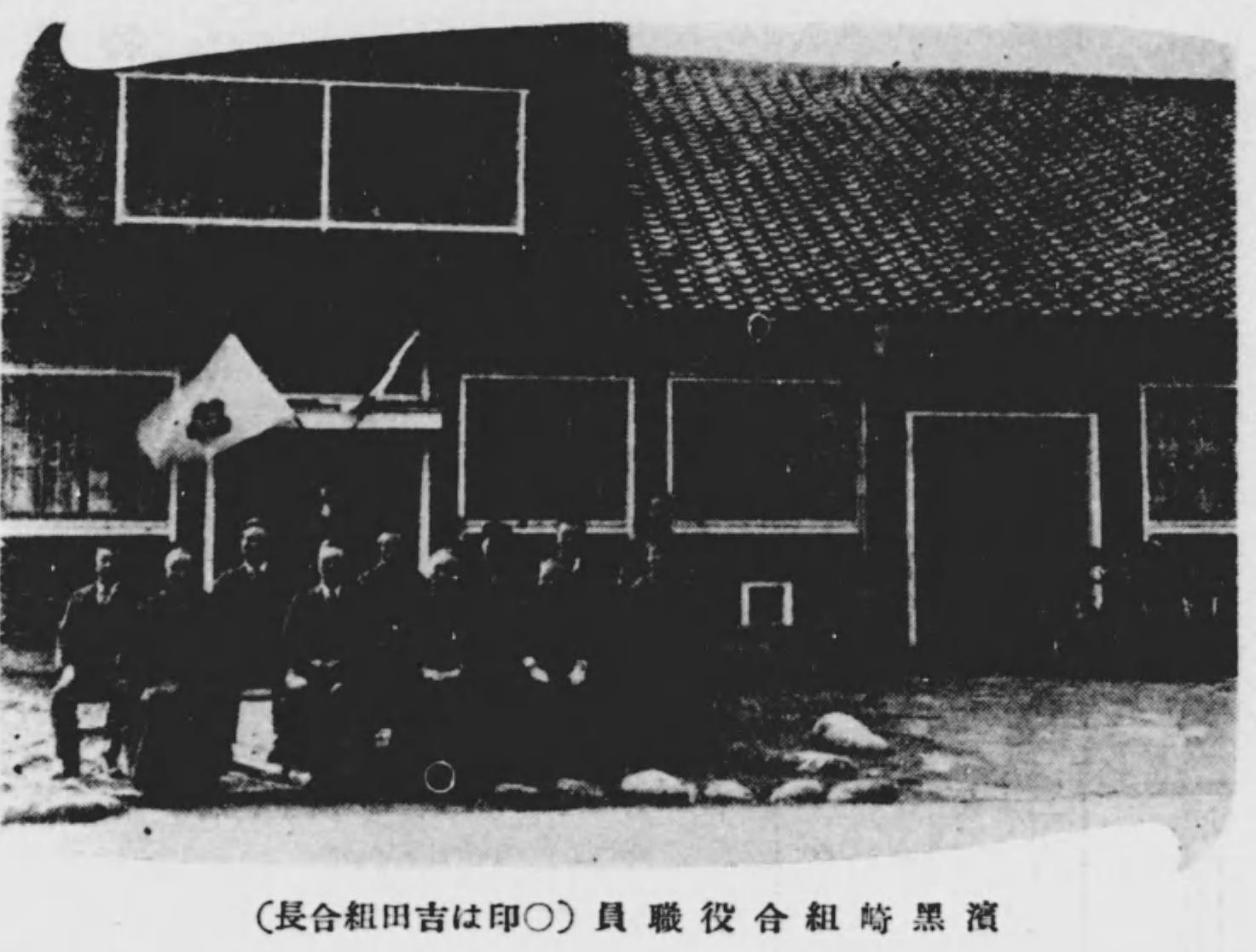
浜黒崎信用購買組合

- 1936年（昭和11年）－ 今川橋竣工。木桁であった[3]。2月、二・二六事件起る。鎮圧に当った近衛師団内に一名当村出身者がいた[3]。11月、浜黒崎産業組合を浜黒崎信用購買販売利用組合と改称し移転[3]。
- 1937年（昭和12年）－ 支那事変勃発。満州事変以来、1941年（昭和16年）12月の大東亜戦争勃発まで本村からは46名が出征し内6名が戦死[3]。
- 1938年（昭和13年）－ 12月、初めて浜黒崎村の富山市統合に係る幹事会を行う[79]。爾来、昭和14年7月、8月、昭和15年1月、5月の幹事会を経るうちに、各村に於いて富山市への編入を希望する声が広がったという[79]。
- 1939年（昭和14年）－ 横越の海岸に30反歩の塩田をつくる[3]。2月、浜黒崎松並木が史蹟名勝天然紀念物に指定される[34]。

- 1940年（昭和15年）－ 神明社新築[3]。4月、富山常設競馬場を廃止[3]。8月、浜黒崎村議会が全会一致で富山市への編入を可決する[79]。同月、富山電気鉄道が滑川東岩瀬駅間を海岸沿いに結ぶ鉄道敷設免許申請書を鉄道省に提出、経過地は西加積、浜黒崎、大広田とされていた[80]。9月、8月の富山県告示第590号により[79]、富山市に上新川郡大広田村、東岩瀬町、針原村、豊田村、新庄町、広田村、島村、浜黒崎村及び婦負郡神明村が編入する。浜黒崎村役場は富山市役所浜黒崎出張所に改組された[3]。この時、当村域内の大字日影及び大字針木が統合して、針日となり[3]、且つ従来針原横越とも呼ばれていた横越を正式に横越に名称を変更する[34][79]。

#### 富山市時代
- 1940年（昭和15年）－ 11月、逓信省告示第3216号により浜黒崎郵便局を富山浜黒崎郵便局と改称[81]。同月、皇紀2600年を奉祝し、昭和天皇の「天地の神にそいのる朝なぎの海のごとくに波たたぬ世を」の御製を歌詞とする「浦安の舞」を常磐神社に奉納、以後これを毎年の習いとする[3]。
- 1941年（昭和16年）－ 3月、富山県臨時飯米配給実施要綱に基き、飯米配給通帳制を実施し、旧浜黒崎村内においては浜黒崎産業組合が配給所として指定された[79]。12月、大東亜戦争勃発。本年12月8日より終戦に至るまでの本村出身の戦死者は30名、富山大空襲による戦災の死者は2名であった[3]。
- 1942年（昭和17年）－ 4月、神明社の社殿及び鳥居を改築[3]。
- 1945年（昭和20年）－ 12月、富山電気鉄道が1940年（昭和15年）鉄道省に提出していた海岸線敷設免許申請書が返戻される[80]。

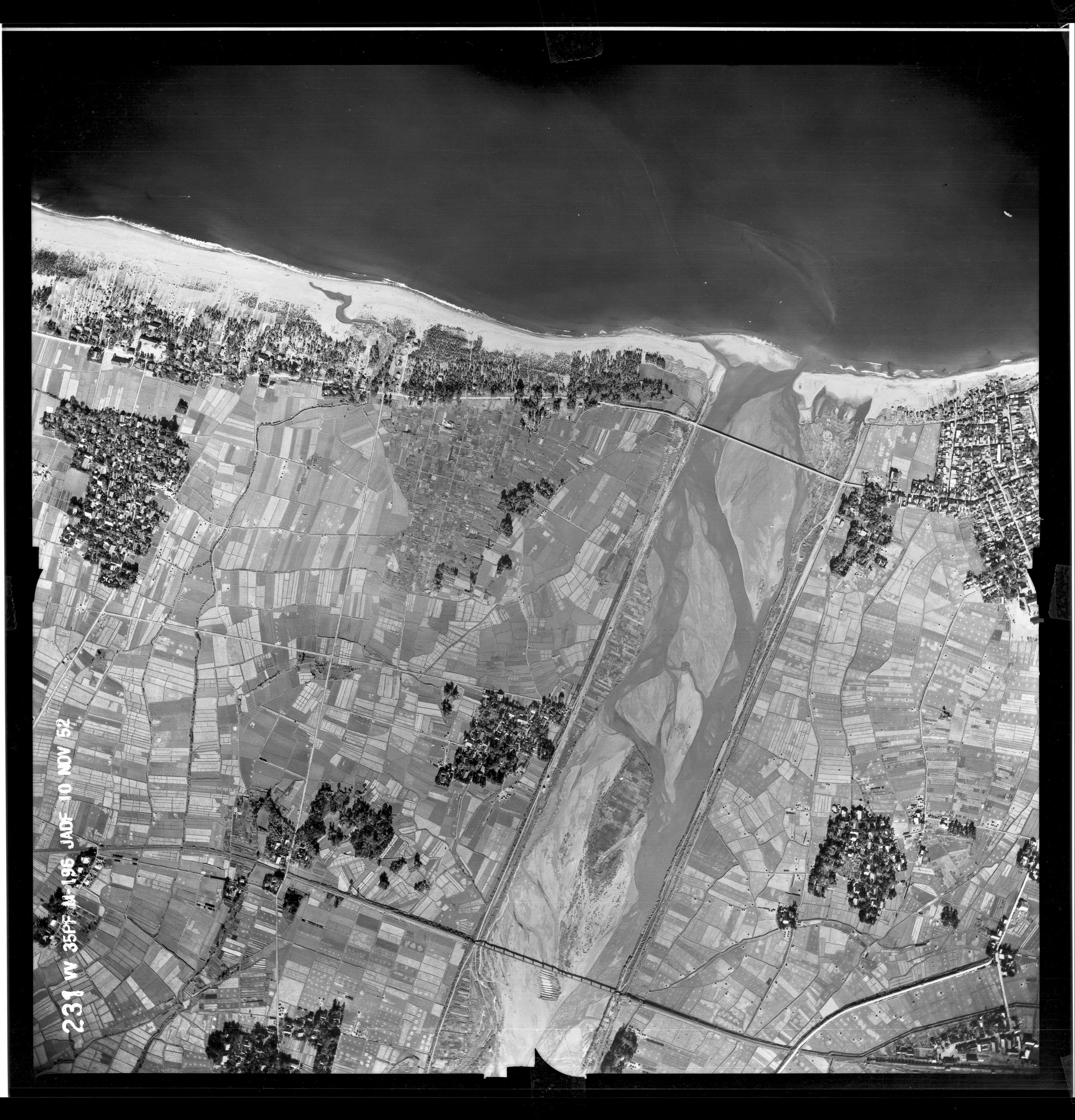
昭和21年当時の旧浜黒崎村該当区域（大字横越、高来、平榎、野田、浜黒崎）。米軍撮影、国土地理院地図・空中写真閲覧サービスより。

昭和21年当時の旧上新川郡浜黒崎村該当区域（大字浜黒崎、針日、日方江）。米軍撮影、国土地理院地図・空中写真閲覧サービスより。

- 1948年（昭和23年）－ 8月、運輸省告示第240号により浜黒崎仮停車場が廃止される[82]。9月、富山県立樹徳学園を富山県立富山学園と改称[83]。
- 1949年（昭和24年）－ 5月、新川自動車株式会社及び富山地方鉄道による富山駅滑川駅間のバス路線が開業、当村域内もこの路線のうちにあった[3]。
- 1953年（昭和28年）－ 3月、富山地方鉄道が再度海岸線の免許申請書を提出する[80]。
- 1954年（昭和29年）－ 4月、富山地方鉄道が1948年（昭和28年）に再申請を行った海岸線の免許申請が取下げられる[80]。4月、昭和29年4月28日農林省告示第261号により、古志の松原が飛砂防備を理由として保安林に指定される[84]。11月、浜黒崎が東京で開催された全国社会福祉事業大会で表彰される[85]。
- 1956年（昭和31年）－ 5月、旧浜黒崎村内が市内電話となる旨決定され、10月よりこれを実施する[3][86]。11月、昭和31年11月7日郵政省告示第1234号により、富山浜黒崎郵便局に於ける電話交換業務を廃し、その業務を富山電話局が引継ぐ[87]。
- 1957年（昭和32年）－ 5月、富山、滑川、水橋の市町長や商工会議所等によって富山地方鉄道海岸線敷設促進期成同盟会が結成される[80]。9月、海岸線敷設に係る調査が運輸省係官によって行われる[80]。
- 1958年（昭和33年）－ 9月、富山地方鉄道が海岸線敷設のための免許を取得する[80]。
- 1960年（昭和35年）－ 3月、古志の松原が新森林法によって保安林に指定される[3]。7月、富山地方鉄道海岸線期成同盟会が、水橋町役場において当該路線敷設のため会合を行い、中滑川駅より水橋町、浜黒崎を経て岩瀬に通ずる計画を案出[88]。
- 1961年（昭和36年）－ 9月、富山地方鉄道が海岸線の西水橋・中滑川間区間の工事施工認可申請を行う[80]。
- 1963年（昭和38年）－ 泉福寺全焼[3]。5月、工費2千万円を以て浜黒崎に富山ユースホステルが開業[3][89]。
- 1964年（昭和39年）－ 2月、今川橋の建替工事が完了する[90]。PC桁橋で桁長42.7米、全長342米、幅7.7米の永久橋であった[90]。6月、富山市指定キャンプ場として浜黒崎キャンプ場が開業[3][89]。同月、富山地方鉄道が同年4月申請していた海岸線の路線変更（富山・稲荷町・広田・浜黒崎・西水橋）が許可される[80]。
- 1965年（昭和40年）－ 1月、浜黒崎の松並木が富山県の天然記念物に指定される[3][91][92]。6月、富山地方鉄道が1961年（昭和36年）に行っていた海岸線の西水橋・中滑川間区間の工事施工認可申請が許可される[80]。8月、昭和40年8月6日郵政省告示第563号により、富山浜黒崎郵便局における和文電報配達業務を廃し、その業務を富山電報電話局岩瀬分室が引継ぐ[93]。9月、浜黒崎公民館落成[89]。
- 1966年（昭和41年）－ 2月、浜黒崎信用購買販売利用組合を富山市中央農業協同組合浜黒崎支店と改称[3]。2月、昭和41年2月24日建設省告示第261号により北陸本線複線化のため土地収用法の適用が行われる[94]。6月、富山地方鉄道海岸線の西水橋・中滑川間区間の工事施工認可申請が許可される[80]。
- 1967年（昭和42年）－ 6月、針日に浜黒崎野村病院開院[3][95]。
- 1968年（昭和43年）－ 2月、田畑針日間村川上の「古歌橋」の架替完了[89]。5月、横越の西蓮寺再建[3]。
- 1971年（昭和46年）－ 10月、野田の所謂「鷺の森」が、鷺禁猟区域に指定される[96]。
- 1972年（昭和47年）－ 1月、野田の所謂「鷺の森」が鳥獣保護区に指定される[96]。5月、浜黒崎海岸にマリーナ完成[96]。8月、古志町の分譲を開始[3]。
- 1973年（昭和48年）－ 6月、富山地方鉄道が海岸線敷設免許の廃止を申請する[80]。7月、海岸線敷設敷設免許廃止申請が許可され、富山地方鉄道海岸線は未成線となる[80]。
- 1974年（昭和49年）－ 泉福寺再建[3]。4月、児童福祉施設認可を受け、市立浜黒崎保育所が設置される[3]。
- 1976年（昭和51年）－ 了照寺改築[3]。10月、富山浜黒崎郵便局を浜黒崎より古志町に移転する[97]。
- 1979年（昭和54年）－ 4月、1972年（昭和45年）用地を取得し、1973年（昭和46年）より総計89億円の事業費を以て着工した浜黒崎浄化センターが運転開始[98][99]。
- 1981年（昭和56年）－ 4月、富山市役所浜黒崎出張所を浜黒崎地区センターに改組[3]。
- 1989年（平成元年）－ 4月、特別養護老人ホームすみれ苑が横越に開設[3][100]。
- 1993年（平成5年）－ 5月、富山市中央農業協同組合浜黒崎支店をなのはな農業協同組合浜黒崎支店と改称[3]。
- 1995年（平成7年）－ 10月、株式会社前田模範堂が社名をジャパンメディック株式会社と改め、本社を横越に移転[3][101]。
- 2008年（平成20年）－ 12月、なのはな農協浜黒崎支店を廃止し、その機能をなのはな農協北部支店に統合する[102]。
- 2009年（平成21年）－ 2月、日方江に日方江有料老人ホーム開設[95]。12月、日方江温泉開湯[103]。
- 2012年（平成24年）－ 8月、富山県中央植物園職員が当村内の水田に於いて富山県内に於いては105年ぶりに「ミズキカシグサ」を確認し、また「オオアゼテンツキ」を発見したと報じられる[104]。
- 2013年（平成25年）－ 11月、浜黒崎野村病院閉院[95]。
- 2014年（平成26年）－ 4月、富山県立富山学園内に富山市立浜黒崎小学校の分校である富山市立浜黒崎小学校松風分校が開校[105][106]。

## 交通

### 鉄道
- 北陸本線（現：あいの風とやま鉄道線）－旧浜黒崎村該当区域内においては大字横越、野田、平榎、浜黒崎、針日に線路が通る。先述のように1926年（大正15年）より1948年（昭和23年）まで悪地野に浜黒崎仮停車場 (現水橋駅 - 東富山駅間) があった。

#### 未成線
- 富山地方鉄道海岸線

### バス
- 富山地方鉄道フィーダーバス－ 富山港線岩瀬浜駅前より水橋漁港前停留場に至る路線が運行されている。旧浜黒崎村該当区域内においては「日方江」、「日方江東」、「古志町」、「浜黒崎小学校前」、「浜黒崎キャンプ場」、「横越」の停留場がある[107]。

#### 廃止バス路線
- 長崎乗合自動車綾田線－ 新庄町綾田より浜黒崎に至る路線を運行していた。1940年（昭和15年）3月31日廃止[3]。
- 河合乗合自動車－ 富山より岩瀬を経て浜黒崎に至る路線。1940年（昭和15年）廃止[3]。
- 新川自動車株式会社－ 富山駅より岩瀬、浜黒崎、水橋を経て滑川駅に至る路線。1948年（昭和23年）7月設立、富山駅・岩瀬・浜黒崎・水橋・滑川間を運行[80]。1953年（昭和28年）5月1日、同社の富山観光乗合自動車（後の富山観光バス株式会社）への合併により移管[3]。
- 富山観光乗合自動車（富山観光バス）－ 1953年（昭和28年）5月1日より新川自動車株式会社の後を受けて運行。1970年（昭和45年）9月よりワンマンバスとなり、1986年（昭和61年）8月の同社の富山地方鉄道株式会社への譲渡により移管[3]。
- 富山地方鉄道株式会社－ 富山電気鉄道時代の1930年（昭和5年）4月27日、東岩瀬浜黒崎間にバス路線を開業[80]。その後、当該バス路線は1931年（昭和6年）9月に今川橋西岸、1932年（昭和7年）に水橋町辻ヶ堂へ延伸し、1938年（昭和13年）10月には長崎乗合自動車の後をうけ、浜黒崎綾田間及び浜黒崎西水橋間を運行[80]。1938年（昭和13年）9月よりは戦時経済の逼迫によって木炭バスの運用を行い、戦中戦後は一時運行が途絶えたがその後復旧。利用者の減少によって1988年（昭和63年）4月には水橋滑川間、1990年（平成2年）10月には富山ユースホステル水橋間が廃止された[3]。2007年（平成19年）4月よりは富山ライトレールにバス路線移管となるも、実際の運行を同社より委託されている。

### 道路
- 富山県道1号富山魚津線（主要地方道）
- 富山県道171号浜黒崎宮町線

#### 自転車道
- 富山県道375号富山朝日自転車道線

## 脚註
1. ↑  『富山県町村合併誌 上巻』（1961年9月1日、富山県発行）255頁。
2. 1 2  『富山県町村合併誌 上巻』（1961年9月1日、富山県発行）253、255頁。
3. 1 2 3 4 5 6 7 8 9 10 11 12 13 14 15 16 17 18 19 20 21 22 23 24 25 26 27 28 29 30 31 32 33 34 35 36 37 38 39 40 41 42 43 44 45 46 47 48 49 50 51 52 53 54 55 56 57 58 59 60 61 62 63 64 65 66 67 68 69 70 71 72 73 74 75 76 77 78 79 80 81 82 83 84 85 86 87 88 89 90 91 92 93 94 95 96 97 98 99 100 101 102 103 104 105 106 107 108 109 110 111 112 113 114 115  浜黒崎郷土編纂委員会、平成12年9月
4. ↑  『角川日本地名大辞典 16 富山県』（1979年10月8日、角川書店発行）691頁。
5. ↑  富山県知事官房統計課、『富山県誌要』、昭和3年1月、富山県
6. ↑  http://www2.tkc.pref.toyama.jp/general/stdydtl.aspx?stdycd=00083511 （富山県観光公式サイトとやま観光ナビホームページ）[リンク切れ]
7. ↑  富山県、『富山県概観』、昭和11年4月、富山県
8. ↑  http://www.ccis-toyama.or.jp/toyama/kankou/view.html （富山商工会議所ホームページ）[リンク切れ]
9. ↑  http://webun.jp/item/1099181 （北日本新聞平成26年4月16日）[リンク切れ]
10. 1 2  http://webun.jp/item/7239949（北日本新聞平成27年12月27日）
11. ↑  http://www2.wagmap.jp/toyama/top/select.asp?dtp=22（富山市公開地図情報システム。村内の遺蹟の具体的位置を確認することが可能。）[リンク切れ]
12. ↑  富山市教育委員会編、『富山市浜黒崎悪地遺跡発掘調査概要』、平成6年3月、富山市教育委員会
13. ↑  藤田富士夫、「浜黒崎野田遺跡出土の玉類」、『富山市考古資料館紀要』第18号所収、平成11年3月、富山市考古資料館
14. 1 2  富山市教育委員会埋蔵文化財センター、『富山市水橋荒町・辻ヶ堂遺跡発掘調査報告書』、平成17年3月、富山市教育委員会
15. 1 2  木倉豊信、「越中の古代・中世と交通」、『越中史壇第十号記念特集 富山県の交通史研究』所収、昭和32年3月、越中史壇会
16. 1 2  富山県教育委員会編、『富山県歴史の道調査報告書－北陸街道ー』、昭和55年3月、富山県郷土史会
17. ↑  鹿島昌也・古川知明、『富山市千原崎遺跡発掘調査報告書』、平成13年3月、富山市教育委員会
18. ↑  金子元臣、『校註枕草子』、大正11年2月、明治書院
19. 1 2  林實、「水橋川を渡った人々」、『水橋の歴史』第一集所収、平成元年8月、水橋郷土歴史会
20. ↑  『曾良旅日記』曰く「富山カカラズシテ（滑川一リ程来、渡テトヤマヘ別）、三リ、東石瀬野（渡シ有。大川）」（橋本龍也編、『越中紀行文集 越中資料集成10』、平成6年4月、桂書房）。一行が富山をかからぬ北陸道浜往来を通っていたことが知られるのである
21. 1 2 3 4 5 6  富山県、『越中史料』第1巻、明治42年9月、富山県
22. 1 2 3 4 5 6 7 8 9 10  高瀬重雄、平成13年7月
23. ↑  中田書店編輯所編、『越中名勝案内』、明治43年8月、中田書店
24. ↑  生田目経徳、『標註義経記』、明治25年5月、金港堂書籍
25. ↑  http://www.jodoshinshu.org/historicscenes/32.html
26. 1 2 3 4 5 6 7 8 9 10  富山県神社庁編、『富山県神社誌』、昭和58年11月、富山県神社庁
27. 1 2  橋本龍也編、『越中紀行文集 越中資料集成10』、平成6年4月、桂書房
28. ↑  https://web.archive.org/web/20160405040314/http://headlines.yahoo.co.jp/hl?a=20151227-00000001-hokuriku-l16（平成27年12月27日）
29. 1 2  富田景周編、『三州志 故墟考 図譜村籍』、明治17年6月、益智館
30. 1 2 3 4 5 6  森田柿園著、石川県図書館協会編、『越中志徴』、昭和48年、富山新聞社
31. ↑  富山県郷土史会校註、『肯構泉達録』、昭和49年11月、中田図書
32. ↑  http://webun.jp/item/2000963（北日本新聞平成22年10月28日）
33. ↑  富山県編、『富山県史 史料編Ⅲ近世上』、昭和55年3月、富山県
34. 1 2 3 4 5 6 7 8 9 10 11 12 13  「角川日本地名地名大系」編纂委員会、昭和54年
35. ↑  侯爵前田家編輯部、『加賀藩史料』第一編、昭和4年4月、石黒文吉
36. 1 2  富山県、『越中史料』第2巻、明治42年9月、富山県
37. ↑  土屋義休、『加越能大路水経』。国会国立図書館蔵、国会国立図書館デジタルコレクション（NDLJP:2560068）に於いて閲覧可能。
38. ↑  坂井誠一、「越中における近世の交通概観」、『越中史壇第十号記念特集 富山県の交通史研究』、昭和32年3月、越中史壇会
39. 1 2 3  井上鋭夫校訂、『日本海文化叢書第一巻 加越能寺社由来上巻』、昭和49年4月、石川県図書館協会
40. ↑  侯爵前田家編輯部、『加賀藩史料』第二編、昭和5年2月、石黒文吉
41. 1 2 3  石場他嶠、『越中史要』、大正2年9月、中田書店
42. ↑  渡辺市太郎編、『越中資料叢書 越中寶鑑 越中旧事記 越中地誌』、昭和48年10月、歴史図書社
43. ↑  http://webun.jp/item/7240074 （北日本新聞平成27年12月28日）
44. 1 2 3  神道大系編纂会編、『神道大系神社編三十四 越中・越後・佐渡国』、1986年（昭和61年）7月、神道大系編纂会
45. 1 2  日本歴史地理学会校訂、『大日本地誌大系 諸国叢書北陸之壱』、1917年（大正6年）4月、大日本地誌大系刊行会
46. ↑  富田景周、『三州志 来因概覧 仝附録』、明治17年5月、益智館
47. ↑  吉田東伍、『大日本地名辞書 中巻』（二版）、明治40年10月、吉川弘文館
48. ↑  富田景周、蘆田伊人編、『大日本地誌大系 三州地理志稿』、昭和6年7月、雄山閣
49. ↑  小松外二、「高麗神社と水橋」、『水橋の歴史』第2集所収、平成4年2月、水橋郷土歴史会
50. 1 2 3 4  国土交通省河川局、『常願寺川水系の流域及び河川の概要』、平成17年9月、国土交通省
51. 1 2  嶋本隆一・高野靖彦・前田一郎、「安政大災害(1858)における加賀藩の災害情報と被災対応」、『立山カルデラ博物館研究紀要』第9号所収、平成20年3月、富山県立山カルデラ砂防博物館
52. ↑  『法令全書 明治二年』、明治18年7月、内閣官報局
53. ↑  富山県、『越中史料』第3巻、明治42年9月、富山県
54. 1 2 3  『法令全書 明治四年』、明治21年10月、内閣官報局
55. 1 2  井戸庄三、「明治初期の大区小区制の地域性について」、『歴史地理学』第123巻所収、昭和58年12月、歴史地理学会
56. ↑  『法令全書 明治五年』、明治22年1月、内閣官報局
57. ↑  『法令全書 明治六年』、明治22年5月、内閣官報局
58. 1 2 3 4 5 6 7 8 9 10 11  富山県、『越中史料』第4巻、明治42年9月、富山県
59. ↑  『法令全書 明治九年』、明治23年3月、内閣官報局
60. 1 2  『法令全書 明治十一年』、明治23年9月、内閣官報局
61. ↑  『法令全書 明治十六年』、明治24年3月、内閣官報局
62. ↑  内務省地理局、『地方行政区画便覧』、明治20年10月、忠愛社
63. ↑  富山県編、『富山県史 史料編Ⅵ近代上』、昭和53年10月、富山県
64. 1 2  常願寺川治水期成同盟会、『立山砂防ト常願寺川』、昭和16年1月、常願寺川治水期成同盟会
65. ↑  http://www.digital.archives.go.jp/DAS/meta/MetSearch.cgi （国立公文書館デジタルアーカイブ所収の「土地収用法ニ依ル富山県下道路敷設事業認定ノ件」）
66. ↑  『官報』6847号、明治39年4月30日、大蔵省印刷局
67. ↑  『官報』7374号、明治41年1月28日、大蔵省印刷局
68. ↑  『官報』第7617号、明治41年11月14日、大蔵省印刷局
69. ↑  吉田欽一郎、『浜黒崎村史』、昭和29年10月、浜黒崎校下郷土史編纂委員会
70. ↑  『富山日報』大正3年8月15日、富山日報社
71. ↑  『富山日報』明治43年8月6日号、富山日報社
72. 1 2  富山県編、『富山県史 史料編Ⅶ近代下』、昭和57年12月、富山県
73. ↑  三好学、『史蹟名勝天然紀念物調査報告第三十五号』、大正13年3月、内務省
74. ↑  『官報』4158号、大正15年7月3日、内閣印刷局
75. ↑  http://webun.jp/item/7216837（北日本新聞平成27年9月24日）
76. ↑  『官報』2082号、昭和8年12月8日、大蔵省印刷局
77. ↑  『富山日報』昭和9年11月20日、富山日報社
78. ↑  『富山日報』昭和9年7月12日、富山日報社
79. 1 2 3 4 5 6  富山市史編修委員会、『富山市史』第二巻、昭和35年4月、富山市役所
80. 1 2 3 4 5 6 7 8 9 10 11 12 13 14 15 16  富山地方鉄道編、『富山地方鉄道五十年史』、昭和58年3月、富山地方鉄道
81. ↑  『官報』4166号、昭和15年11月25日、大蔵省印刷局
82. ↑  『官報』第6488号、昭和23年8月30日、大蔵省印刷局
83. ↑  http://www.pref.toyama.jp/cms_sec/1248/kj00014088.html（富山県による富山県立富山学園沿革）
84. ↑  『官報』第8195号、昭和29年4月28日、大蔵省印刷局
85. ↑  富山市史編修委員会編、『富山市史』第三巻、昭和35年4月15日、富山市役所
86. ↑  『北日本新聞』昭和31年5月16日号、北日本新聞社
87. ↑  『官報』第8961号、昭和31年11月7日、大蔵省印刷局
88. ↑  『北日本新聞』昭和35年7月7日号、北日本新聞社
89. 1 2 3 4  富山市、『富山市史』第四巻、昭和44年12月、富山市役所
90. 1 2  富山市編さん委員会編、『富山市史通史』下巻、昭和63年1月、富山市教育委員会
91. ↑  http://wwwgis.pref.toyama.jp/toyama/Default.aspx （富山県教育委員会による「富山県GISサイト」。天然記念物等の位置を確認し得る）
92. ↑  富山県教育委員会編、『富山県の文化財』、昭和59年10月、富山県教育委員会
93. ↑  『官報』第11595号、昭和40年8月6日、大蔵省印刷局
94. ↑  『官報』第11759号、昭和41年2月24日、大蔵省印刷局
95. 1 2 3  http://nomura-hospital.jp/about/ （野村病院ホームページ）
96. 1 2 3  富山市役所編、『富山市史』第五巻、昭和55年3月、富山市役所
97. ↑  昭和51年10月22日郵政省告示第781号（『官報』第14938号、昭和51年10月22日、大蔵省印刷局〉
98. ↑  https://www.city.toyama.toyama.jp/jogesuidokyoku/hamakurosaki/hamakurosakijyouka.html（富山市ホームページ）
99. ↑  藤井敏雄・中村勲、「富山市浜黒崎浄化センターの概要」、『下水道協会誌』18巻206号所収、昭和56年7月、日本下水道協会
100. ↑  http://www.sumireen.jp/outline/index.html（特別養護老人ホームすみれ苑ホームページ）
101. ↑  http://www.japan-medic.co.jp/company/（ジャパンメディック株式会社ホームページ会社概要）
102. ↑  http://www.ja-nanohana.jp/bank/common/image/touhaigou.pdf （店舗統廃合についてのご案内）
103. ↑  http://www.furoya.or.jp/guide/detail.php?id=111 （富山県公衆浴場業生活衛生同業組合ホームページ）
104. ↑  http://webun.jp/item/1052896 （北日本新聞平成24年1月26日）
105. ↑  http://www.pref.toyama.jp/cms_pfile/00014655/00814966.pdf
106. ↑  http://webun.jp/item/1098649（北日本新聞平成26年4月4日）
107. ↑  “フィーダーバス 時刻表・路線図案内”.   富山ライトレール株式会社ホームページ. 2019年8月18日時点のオリジナルよりアーカイブ。2020年2月22日閲覧。